# Macey (Manche)
Macey ist eine Ortschaft und eine ehemalige französische Gemeinde mit 106 Einwohnern (Stand 1. Januar 2022) im Département Manche in der Region Normandie. Sie gehörte zum Arrondissement Avranches und zum Kanton Pontorson.
Mit Wirkung vom 1. Januar 2016 wurden die bisherigen Gemeinden Pontorson, Macey und Vessey zur namensgleichen Commune nouvelle Pontorson zusammengelegt. Die ehemaligen Gemeinden haben in der neuen Gemeinde den Status einer Commune déléguée. Der Verwaltungssitz befindet sich im Ort Pontorson.

## Lage
Nachbarorte von Macey sind Tanis im Nordwesten, Servon im Norden, Vergoncey im Osten, La Croix-Avranchin im Südosten, Vessey im Süden und das bisherige Pontorson im Südwesten.

## Bevölkerungsentwicklung
| Jahr      | 1962 | 1968 | 1975 | 1982 | 1990 | 1999 | 2008 | 2015 |
| --------- | ---- | ---- | ---- | ---- | ---- | ---- | ---- | ---- |
| Einwohner | 192  | 153  | 124  | 122  | 109  | 98   | 107  | 125  |